# Francia guyanai labdarúgó-bajnokság (első osztály)
A French Guiana Championnat National a Francia Guyana-i labdarúgó-bajnokságok legfelsőbb osztályának elnevezése. 1961-ben alapították, és 12 csapat részvételével zajlik. A bajnok a CONCACAF-bajnokok ligájában indulhat.

## A 2011–2012-es bajnokság résztvevői
- AJ Saint-Georges
- AS Oyapock
- ASC Agouado
- ASC Black Stars
- ASC Le Geldar
- ASC Remire
- ASU Grand Santi
- CSC de Cayenne
- EF Iracoubo
- US Macouria
- US Matoury
- US Sinnamary

## Az eddigi bajnokok

### Primera División
| - 1962/63 : Racing Club (Cayenne) - 1963/64 : ismeretlen - 1964/65 : AJ Saint-Georges (Cayenne) - 1965-76 : ismeretlen - 1976/77 : AS Club Colonial (Cayenne) - 1977/78 : AS Club Colonial (Cayenne) - 1978/79 : AS Club Colonial (Cayenne) - 1979-81 : ismeretlen - 1981/82 : USL Montjoly - 1982/83 : AJ Saint-Georges (Cayenne) - 1983/84 : AJ Saint-Georges (Cayenne) - 1984/85 : ASC Le Geldar (Kourou) - 1985/86 : ASL Sport Guyanais (Cayenne) | - 1986/87 : ismeretlen - 1987/88 : ASC Le Geldar (Kourou) - 1988/89 : ASC Le Geldar (Kourou) - 1989/90 : SC Kouroucien (Kourou) - 1990/91 : AS Club Colonial (Cayenne) - 1991/92 : AS Club Colonial (Cayenne) - 1992/93 : US Sinnamary - 1993/94 : US Sinnamary - 1994/95 : AS Jahouvey (Mana) - 1995/96 : AS Club Colonial (Cayenne) - 1996/97 : US Sinnamary - 1997/98 : AS Jahouvey (Mana) - 1998/99 : AJ Saint-Georges (Cayenne) | - 1999/00 : AJ Saint-Georges (Cayenne) - 2000/01 : ASC Le Geldar (Kourou) - 2001/02 : AJ Saint-Georges (Cayenne) - 2002/03 : US Matoury - 2003/04 : ASC Le Geldar (Kourou) - 2004/05 : ASC Le Geldar (Kourou) - 2005/06 : US Matoury - 2006/07 : US Macouria - 2007/08 : ASC Le Geldar (Kourou) - 2008/09 : ASC Le Geldar (Kourou) - 2009/10 : ASC Le Geldar (Kourou) - 2010/11 : US Matoury - 2011/12 : US Matoury |  |

## Bajnoki címek klubok szerint
| Klub               | Város     | Bajnoki címek | Utolsó  |
| ------------------ | --------- | ------------- | ------- |
| ASC Le Geldar      | Cayenne   | 9             | 2009/10 |
| AJ Saint-Georges   | Cayenne   | 6             | 2001/02 |
| AS Club Colonial   | Cayenne   | 6             | 1995/96 |
| US Matoury         | Matoury   | 4             | 2011/12 |
| US Sinnamary       | Sinnamary | 3             | 1996/97 |
| AS Jahouvey        | Mana      | 2             | 1997/98 |
| US Macouria        | Macouria  | 1             | 2006/07 |
| SC Kouroucien      | Kourou    | 1             | 1989/90 |
| ASL Sport Guyanais | Cayenne   | 1             | 1985/86 |
| USL Montjoly       | n/a       | 1             | 1981/82 |
| Racing Club        | Cayenne   | 1             | 1962/63 |